# Cecilia Ezcurra
Cecilia Ezcurra (n. 1954 ) es una botánica argentina.
En 1977 obtuvo una licenciatura en Ciencias Biológicas, y en 1981 el doctorado, por la Facultad de Ciencias Exactas y Naturales de la Universidad de Buenos Aires, Argentina.
Es profesora e investigadora del CONICET, sobre sistemática, morfología y evolución de plantas vasculares de América del Sur, especialmente de Acanthaceae, Apocynaceae y Asteraceae, y flora y biogeográfía histórica de los Andes australes, en la Universidad Nacional del Comahue Inibioma, Conicet.

## Algunas publicaciones

### Libros
- 2006. Flora del valle de Lerma: Asclepiadaceae R.Br. Aportes botánicos de Salta. Serie Flora 7 (13). Con Viviana Hechem. Ed. Herbario MCNS, Facultad de Ciencias Naturales, Universidad Nacional de Salta, 64 pp.

- 2005. Apocynaceae': 247. Flora fanerogámica Argentina 91. Ed. Pro Flora - Museo Botánico, 54 pp. ISBN 9872252947

- 2005. Plantas del Nahuel Huapi: catálogo de la flora vascular del Parque Nacional Nahuel Huapi, Argentina. Con Cecilia Brion. Ed. Universidad Nacional del Comahue y Red Latinoamericana de Botánica, 70 pp. ISBN 9871154348

## Honores
- 1999: copremiada Fundación Bunge y Born 1999, en Ciencias Ambientales[3]
- La abreviatura «C.Ezcurra» se emplea para indicar a Cecilia Ezcurra como autoridad en la descripción y clasificación científica de los vegetales.[4]